# Équipe cycliste Eorotex
Ne doit pas être confondu avec les équipes Puch-Sem-Campagnolo et Puch-Wolber-Campagnolo.
L'équipe Eorotex est une ancienne équipe cycliste suisse professionnelle, dirigée par Werner Arnold, durant les saisons 1982 et 1983.

## Principaux résultats
- Trophée Luis Puig: Raimund Dietzen (1982)
- Grand Prix du canton d'Argovie: Siegfried Hekimi (1983)
- Tour d'Espagne:
  -  Classement par points : Stefan Mutter (1982)
- Tour de France: 
  - 9eb étape: Stefan Mutter (1982)